# Dammsjön (Torsåkers socken, Gästrikland, 670023-153903)
Dammsjön är en sjö i Hofors kommun i Gästrikland och ingår i Gavleåns huvudavrinningsområde. Sjön har en area på 0,203 kvadratkilometer och ligger 106,2 meter över havet. Sjön avvattnas av vattendraget Gammelstillaån.

## Delavrinningsområde
Dammsjön ingår i det delavrinningsområde (669898-153970) som SMHI kallar för Utloppet av Dammsjön. Medelhöjden är 143 meter över havet och ytan är 4,9 kvadratkilometer. Räknas de 2 avrinningsområdena uppströms in blir den ackumulerade arean 11,42 kvadratkilometer. Gammelstillaån som avvattnar avrinningsområdet har biflödesordning 3, vilket innebär att vattnet flödar genom totalt 3 vattendrag innan det når havet efter 76 kilometer. Avrinningsområdet består mestadels av skog (90 procent). Avrinningsområdet har 0,2 kvadratkilometer vattenytor vilket ger det en sjöprocent på 4,1 procent.